# Hugo Kaufmann & Co.'s Bank

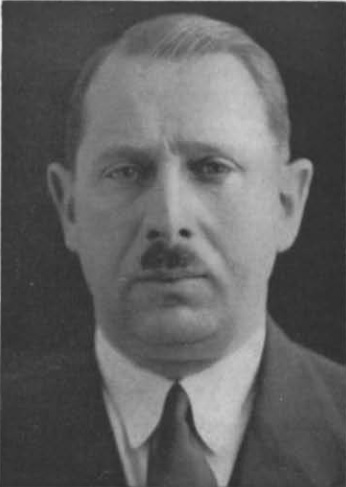
H.F. Kaufmann (1883-1942)

De Hugo Kaufmann & Co.'s Bank was een Nederlandse bank die in 1924 werd opgericht door Hugo Felix Kaufmann. De bank werd in de Tweede Wereldoorlog leeggeroofd door de Duitse bezetter. Na de oorlog werd de bank overgenomen door de Nederlandsche Standaard Bank N.V., later een onderdeel van ABN-AMRO.

## Geschiedenis
Hugo Kauffman werd op 12 mei 1883 geboren te Frankfurt, doorliep er het Real Gymnasium, en ging in de leer bij banken in Frankfurt en Londen. In de Eerste Wereldoorlog diende hij als officier in het Duitse leger.  Sinds 1918 woonde hij te Amsterdam. Hij trouwde in 1923 met Yella Sara Ettlinger, en ze kregen drie kinderen. Hugo Kaufmann kreeg in 1924 de Nederlandse nationaliteit. 
In 1919 stichtte hij de NV Algemene Handels Associatie ten behoeve van handel en financiële transacties met de Nederlandse kolonies. Vanaf 1921 was hij vertegenwoordiger voor de Commerzbank in Nederland. Na deelname van Commerzbank in zijn bedrijf (1923) wijzigde hij de naam in de NV Hugo Kaufmann & Co.'s Bank te Amsterdam. Het bedrijf betrok in 1925 het pand aan de Vijgendam 8 - 10 te Amsterdam.
Zijn bank kwam in de Tweede Wereldoorlog onder een Duitse beheerder, Walter Malletke, te staan, en Kaufmanns invloed werd in toenemende mate beperkt. In april 1941 werd de bank voor een appel en een ei door de Commerzbank overgenomen waarna de aantrekkelijke activiteiten in een dochteronderneming werden ondergebracht, de Rijnsche Handelsbank. Omdat van wat er overbleef niet alles geliquideerd kon worden, werd dat in de oorlogstijd geëxploiteerd onder de naam Hugo Kaufmann. 
Kaufmann probeerde een uitreisvisum te krijgen naar de Verenigde Staten, maar de bezetter eiste daarvoor financiële compensatie, eisen die tijdens de onderhandelingen steeds werden uitgebreid. Kaufmann verklaarde bereid te zijn om afstand te doen van zijn hele Nederlandse vermogen, maar de nazi’s vonden het vertrek van de familie Kaufmann niet in het belang van het Rijk. Hij werd op 28 juli 1942 vastgenomen en naar Auschwitz gebracht. Op 20 oktober werd hij vermoord.  Zijn gezin werd op 24 september 1942 gearresteerd, en 4 dagen later in Auschwitz vermoord, evenals verschillende andere directe familieleden.
Na de oorlog kreeg de bank haar activa terug,  en kon in 1946, zonder de oorspronkelijke eigenaar, weer functioneren. In 1948 werd de Hugo Kaufmann & Co.'s Bank overgenomen door de Nederlandsche Standaard Bank, en werd uiteindelijk onderdeel van het latere ABN-AMRO.

## Wetenswaardigheden

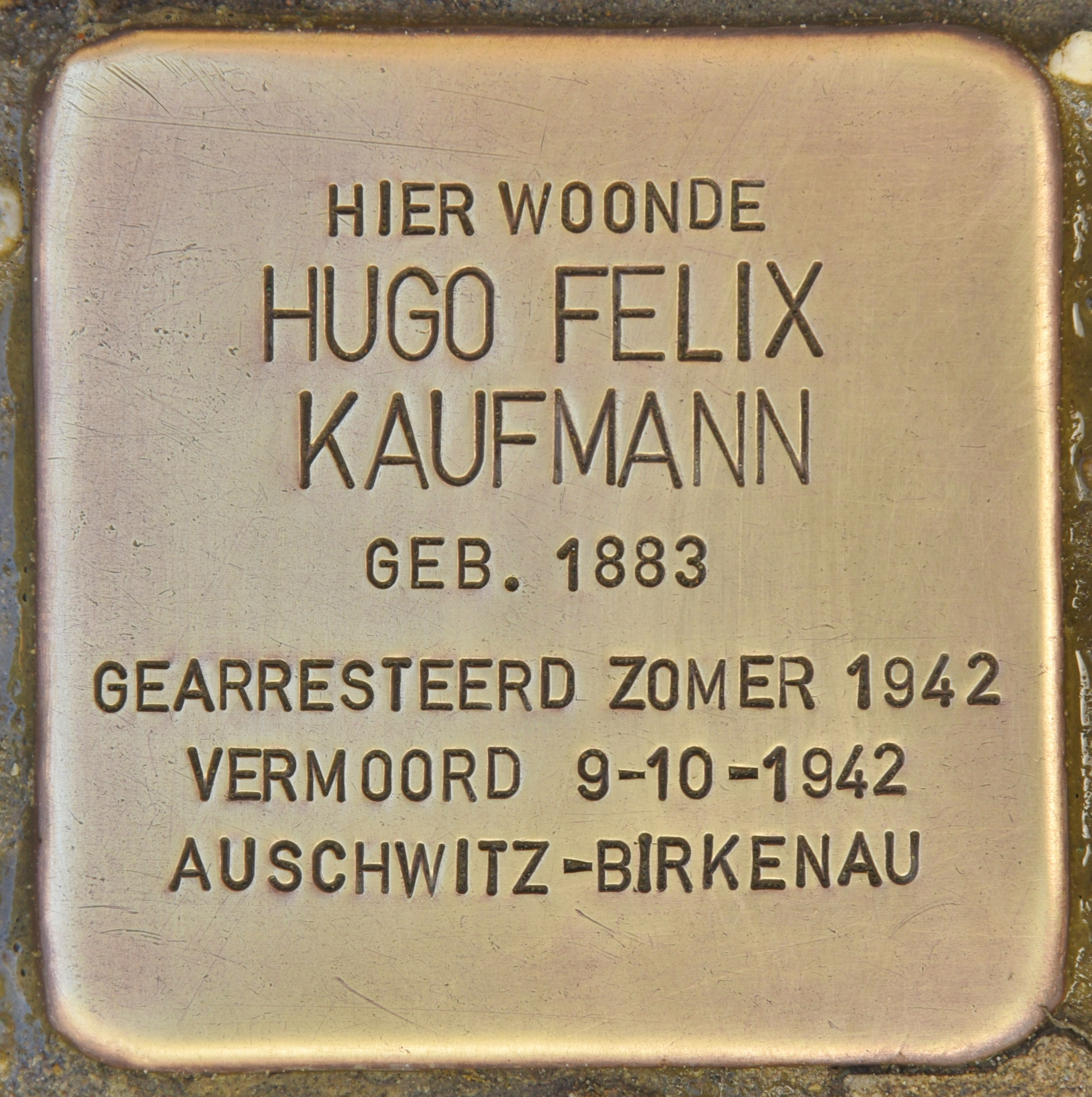
Stolperstein voor Hugo Felix Kaufmann (Amsterdam)

- Hugo Kaufmann was curator van het Nederlands Israëlietisch Seminarium.
- Er zijn voor het woonhuis van Kaufmann aan de Oranje Nassaulaan 1hs stolpersteine voor het gezin geplaatst.